# Tauró dels esculls del Carib
El tauró dels esculls del Carib (Carcharhinus perezii) s una espècie de peix cartilaginós de la família dels carcarínids i de l'ordre dels carcariniformes. Viu a l'oest de l'oceà Atlàntic des de Florida fins al sud del Brasil, incloent-hi el nord del Golf de Mèxic i les Antilles (des dels 33 graus nord als 35 graus sud). Els mascles poden assolir els 300 cm de longitud total.